# Austin (Indiana)
Austin és una població dels Estats Units a l'estat d'Indiana. Segons el cens del 2000 tenia 4.724 habitants.

## Demografia
Segons el cens del 2000, Austin tenia 4.724 habitants, 1.793 habitatges, i 1.308 famílies. La densitat de població era de 750,6 habitants per km².
Dels 1.793 habitatges en un 36,8% hi vivien nens de menys de 18 anys, en un 51% hi vivien parelles casades, en un 16,8% dones solteres, i en un 27% no eren unitats familiars. En el 22,6% dels habitatges hi vivien persones soles el 8,3% de les quals corresponia a persones de 65 anys o més que vivien soles. El nombre mitjà de persones vivint en cada habitatge era de 2,63 i el nombre mitjà de persones que vivien en cada família era de 3,06.
Per edats la població es repartia de la següent manera: un 29,1% tenia menys de 18 anys, un 10,5% entre 18 i 24, un 30% entre 25 i 44, un 20,6% de 45 a 60 i un 9,8% 65 anys o més.
L'edat mediana era de 32 anys. Per cada 100 dones de 18 o més anys hi havia 95,4 homes.
La renda mediana per habitatge era de 28.495 $ i la renda mediana per família de 33.267 $. Els homes tenien una renda mediana de 28.468 $ mentre que les dones 21.580 $. La renda per capita de la població era de 12.431 $. Entorn del 16,6% de les famílies i el 19,1% de la població estaven per davall del llindar de pobresa.

## Poblacions més properes
El següent diagrama mostra les poblacions més properes.